# کن میستودا
کن میستودا ((به ژاپنی: 三津田健)؛ ۲۹ آوریل ۱۹۰۲ – ۲۸ نوامبر ۱۹۹۷) یک هنرپیشه اهل ژاپن بود.
از فیلم‌ها یا برنامه‌های تلویزیونی که وی در آن نقش داشته است می‌توان به آدم بد راحت می‌خوابد، من در ترس زندگی می‌کنم، تصنیف نارایاما، سانشوی مباشر، ورودی از آب گل‌آلود اشاره کرد.